# Fed Cup 2008
La Fed Cup 2008 è stata la 46ª edizione del più importante torneo tennistico per nazionali femminili. Hanno partecipato alla competizione 85 nazionali. La finale si è giocata dal 13 al 14 settembre a Madrid in Spagna ed è stata vinta dalla Russia che ha battuto la Spagna 4-0.

## World Group
| Squadre partecipanti | Squadre partecipanti | Squadre partecipanti | Squadre partecipanti |
| Cina                 | Francia              | Germania             | Israele              |
| Italia               | Russia               | Spagna               | Stati Uniti          |
| -------------------- | -------------------- | -------------------- | -------------------- |

### Tabellone
|  | Quarti di finale | Quarti di finale | Quarti di finale |             |        | Semifinali | Semifinali | Semifinali |  |  | Finale | Finale | Finale |  |
|  |                  |                  |                  |             |        |            |            |            |  |  |        |        |        |  |
|  | 1                | Russia           | 4                |             |        |            |            |            |  |  |        |        |        |  |
|  | 1                | Russia           | 4                |             |        |            |            |            |  |  |        |        |        |  |
|  |                  | Israele          | 1                |             |        |            |            |            |  |  |        |        |        |  |
|  |                  | Israele          | 1                | Russia      | Russia | 3          |            |            |  |  |        |        |        |  |
|  |                  |                  |                  | Russia      | Russia | 3          |            |            |  |  |        |        |        |  |
|  |                  |                  | Stati Uniti      | Stati Uniti | 2      |            |            |            |  |  |        |        |        |  |
|  | 4                | Stati Uniti      | Stati Uniti      | Stati Uniti | 2      | 4          |            |            |  |  |        |        |        |  |
|  | 4                | Stati Uniti      |                  |             |        |            |            |            |  |  |        |        |        |  |
|  |                  | Germania         | 1                |             |        |            |            |            |  |  |        |        |        |  |
|  |                  | Germania         | 1                | Russia      | Russia | 4          |            |            |  |  |        |        |        |  |
|  |                  |                  |                  |             |        |            |            |            |  |  |        |        |        |  |
|  |                  |                  | Spagna           | Spagna      | 0      |            |            |            |  |  |        |        |        |  |
|  |                  | Cina             | Spagna           | Spagna      | 0      | 3          |            |            |  |  |        |        |        |  |
|  |                  |                  |                  |             |        | 3          |            |            |  |  |        |        |        |  |
|  | 3                | Francia          | 2                |             |        |            |            |            |  |  |        |        |        |  |
|  | 3                | Francia          | 2                |             | Cina   | Cina       | 1          |            |  |  |        |        |        |  |
|  |                  |                  |                  |             | Cina   | Cina       | 1          |            |  |  |        |        |        |  |
|  |                  |                  | Spagna           | Spagna      | 4      |            |            |            |  |  |        |        |        |  |
|  |                  | Spagna           | Spagna           | Spagna      | 4      | 3          |            |            |  |  |        |        |        |  |
|  |                  |                  |                  |             |        | 3          |            |            |  |  |        |        |        |  |
|  | 2                | Italia           | 2                |             |        |            |            |            |  |  |        |        |        |  |

Le perdenti del primo turno accedono ai Play-off con i vincitori del World Group II.

### Finale
| Spagna 0 | Club de Campo Villa de Madrid, Madrid, Spagna 13 settembre - 14 settembre 2008 Terra | Club de Campo Villa de Madrid, Madrid, Spagna 13 settembre - 14 settembre 2008 Terra | Russia 4 |     |     |             |
| \| \| \| \| 1 \| 2 \| 3 \| \| \| - \| \| ---------------------------------------------------------------------------------- \| --- \| --- \| --- \| ----------- \| \| 1 \| \| Anabel Medina Garrigues Vera Zvonarëva \| 3 6 \| 4 6 \| \| \| \| 2 \| \| Carla Suárez-Navarro Svetlana Kuznecova \| 3 6 \| 1 6 \| \| \| \| 3 \| \| Anabel Medina Garrigues Svetlana Kuznecova \| 7 5 \| 3 6 \| 4 6 \| \| \| 4 \| \| Carla Suárez-Navarro Vera Zvonarëva \| \| \| \| non giocato \| \| 5 \| \| Nuria Llagostera Vives / Virginia Ruano Pascual Elena Vesnina / Ekaterina Makarova \| 2 6 \| 1 6 \| \| \| |                                                                                      |                                                                                      |          |     |     |             |
| |                                                                                      |                                                                                      | 1        | 2   | 3   |             |
| 1 | Spagna (bandiera) · Russia (bandiera)                                                | Anabel Medina Garrigues Vera Zvonarëva                                               | 3 6      | 4 6 |     |             |
| 2 | Spagna (bandiera) · Russia (bandiera)                                                | Carla Suárez-Navarro Svetlana Kuznecova                                              | 3 6      | 1 6 |     |             |
| 3 | Spagna (bandiera) · Russia (bandiera)                                                | Anabel Medina Garrigues Svetlana Kuznecova                                           | 7 5      | 3 6 | 4 6 |             |
| 4 | Spagna (bandiera) · Russia (bandiera)                                                | Carla Suárez-Navarro Vera Zvonarëva                                                  |          |     |     | non giocato |
| 5 | Spagna (bandiera) · Russia (bandiera)                                                | Nuria Llagostera Vives / Virginia Ruano Pascual Elena Vesnina / Ekaterina Makarova   | 2 6      | 1 6 |     |             |

## World Group Play-offs
Le 4 squadre sconfitte nel primo turno del World Group (Israele, Francia, Italia, e Germania) e le 4 squadre vincitrici del World Group II (Ucraina, Giappone, Repubblica Ceca, e Argentina) partecipano ai World Group Play-offs. Le 4 squadre vincenti dei play-offs avranno il diritto a partecipare al World Group del prossimo anno insieme alle 4 squadre vincitrici del primo turno del World Group.
Data: 26-27 aprile
| Impianto (superficie)             | Squadra ospitante | Punteggio | Squadra ospite |
| --------------------------------- | ----------------- | --------- | -------------- |
| Ramat HaSharon, Israele (cemento) | Israele           | 2 - 3     | Rep. Ceca      |
| Buenos Aires, Argentina (Terra)   | Argentina         | 3 - 2     | Germania       |
| Tokyo, Giappone (Cemento indoor)  | Giappone          | 1 - 4     | Francia        |
| Olbia, Italia (Terra)             | Italia            | 3 - 2     | Ucraina        |

- Repubblica Ceca e Argentina promosse al World Group della Fed Cup 2009.
- Francia ed Italia rimangono nel World Group della Fed Cup 2009.
- Giappone ed Ucraina rimangono nel World Group II della Fed Cup 2009.
- Israele e Germania retrocesse nel World Group II della Fed Cup 2009.

## World Group II
Date: 2-3 febbraio
| impianto (superficie)                    | Squadra ospitante | Punteggio | Squadra ospite |
| ---------------------------------------- | ----------------- | --------- | -------------- |
| Kharkov, Ucraina (Terra indoor)          | Ucraina           | 3 - 2     | Belgio (1)     |
| Miki-shi, Giappone (Cemento indoor)      | Giappone (4)      | 4 - 1     | Croazia        |
| Brno, Repubblica Ceca (Sintetico indoor) | Rep. Ceca (3)     | 3 - 2     | Slovacchia     |
| Buenos Aires, Argentina (Terra)          | Argentina         | 4 - 1     | Austria (2)    |

- Giappone, Repubblica Ceca, Ucraina ed Argentina avanzano nel World Group Play-offs.
- Croazia, Slovacchia, Belgio ed Austria giocano nel World Group II Play-offs.

## World Group II Play-offs
Le 4 squadre sconfitte nel World Group II (Croazia, Slovacchia, Belgio e Austria) disputeranno i play-off contro le 4 squadre qualificate dai rispettivi gruppi zonali (Serbia e Svizzera per la zona Euro-africana, Uzbekistan per la zona Asia/Oceania, Colombia per le Americhe). Le vincitrici saranno incluse nel World Group II della prossima edizione.
Date: 26-27 aprile
| impianto (superficie)                 | Squadra ospitante | Punteggio | Squadra ospite |
| ------------------------------------- | ----------------- | --------- | -------------- |
| Zagabria, Croazia (Cemento indoor)    | Croazia           | 2 - 3     | Serbia         |
| Bratislava, Slovacchia (Terra indoor) | Slovacchia        | 5 - 0     | Uzbekistan     |
| Mons, Belgio (Cemento indoor)         | Belgio            | 5 - 0     | Colombia       |
| Dornbirn, Austria (Cemento indoor)    | Austria           | 2 - 3     | Svizzera       |

- Serbia e Svizzera promosse al World Group II della Fed Cup 2009.
- Slovacchia e Belgio rimangono in World Group II della Fed Cup 2009.
- Colombia rimane nella Zona Americana della Fed Cup 2009, Uzbekistan rimane nella Zona Asia/Oceania della Fed Cup 2009.
- Croazia ed Austria retrocesse nella Zona Europea/Africana della Fed Cup 2009.

## Zona Americana

### Gruppo I
Squadre partecipanti
- Brasile
- Canada
- Colombia — promossa al World Group II Play-offs
- Messico — retrocessa nel Gruppo II della Fed Cup 2009
- Paraguay
- Porto Rico
- Uruguay — retrocessa nel Gruppo II della Fed Cup 2009

### Gruppo II
Squadre partecipanti
- Bahamas — promossa al Gruppo I della Fed Cup 2009
- Barbados
- Bermuda
- Bolivia
- Cile
- Cuba
- Rep. Dominicana
- Ecuador
- Guatemala
- Honduras
- Panama
- Trinidad e Tobago
- Venezuela — promossa al Gruppo I della Fed Cup 2009
- Ritirata: Costa Rica, Giamaica, Perù

## Zona Asia/Oceania

### Gruppo I
Squadre partecipanti
- Australia
- Taipei cinese
- Hong Kong — retrocessa nel Gruppo II della Fed Cup 2009
- India
- Indonesia
- Nuova Zelanda
- Thailandia
- Uzbekistan — promossa al World Group II Play-offs

### Gruppo II
Squadre partecipanti
- Kazakistan
- Filippine
- Singapore
- Corea del Sud — promossa al Gruppo I in 2008
- Sri Lanka
- Siria
- Turkmenistan
- Ritirata: Giordania

## Zona Europea/Africana

### Gruppo I
Squadre partecipanti
- Bielorussia
- Bulgaria
- Danimarca
- Georgia — retrocessa nel Gruppo II della Fed Cup 2009
- Regno Unito
- Ungheria
- Lussemburgo
- Paesi Bassi
- Polonia
- Portogallo — retrocessa nel Gruppo II della Fed Cup 2009
- Romania
- Serbia — promossa al World Group II Play-offs
- Slovenia
- Svezia
- Svizzera — promossa al World Group II Play-offs

### Gruppo II
Squadre partecipanti
- Bosnia ed Erzegovina — promossa al Gruppo I della Fed Cup 2009
- Estonia — promossa al Gruppo I della Fed Cup 2009
- Grecia — retrocessa nel Gruppo III della Fed Cup 2009
- Irlanda — retrocessa nel Gruppo III della Fed Cup 2009
- Lituania
- Sudafrica
- Turchia

### Gruppo III
Squadre partecipanti
- Armenia
- Egitto
- Finlandia
- Islanda
- Lettonia — promossa al Gruppo II della Fed Cup 2009
- Mauritius
- Moldavia
- Montenegro
- Marocco — promossa al Gruppo II della Fed Cup 2009
- Norvegia
- Zimbabwe
- Ritirate: Liechtenstein, Malta